# Албанска академия на науките
Албанската академия на науките (на албански: Akademia e Shkencave e Shqipërisë), основана през 1972 година, е най-значимата научна организация на Албания. Към 2010 година в академията членуват 28 пълноправни члена (академици), 28 members, 11 асоциирани членове, 26 почетни членове. Състои се от два отдела:
- Отдел „Обществени науки и албанистика“
- Отдел „Природни и технически науки“

Към академията функционират и следните звена:
- Технологично и иновационно развитие,
- Връзки с обществеността и международен отдел,
- Библиотека [2]
- Издателство

Албанската академия на науките съдържа най-голямата академична библиотека в държавата. Учредена през 1975 година с едва десет хиляди тома, към 1986 година е съдържала 8 120 000 тома.
През 2008 година, четири изследователски института – Институт по история, Институт по археология, Институт по езикознание и литература и Институт по фолклористика – се отделят и формират Изследователски център за албанистика.

## Периодични списания
- Studia Albanica, ISSN 0585 – 5047.
- Albanian Journal of Natural and Technical Sciences, ISSN 2074 – 0867.